# André Flem
André Hottran Flem (Kristiansund, 15 dicembre 1967) è un ex calciatore norvegese, di ruolo difensore.

## Carriera

### Club
Flem iniziò la carriera con la maglia del Clausenengen. Nel 1989 passò allo Stabæk, all'epoca in quarta divisione: il club raggiunse tre promozioni, nei primi anni novanta, con Flem tra i calciatori chiave.
Capitano della squadra per molti anni, dimostrò il suo valore anche una volta giunto nella Tippeligaen, totalizzando 161 partite e 18 reti in questa divisione. Si ritirò al termine del campionato 2003, diventando poi il terzo calciatore ad essere introdotto nella Hall of Fame dello Stabæk.

## Palmarès

### Club

#### Competizioni nazionali
- Coppa di Norvegia: 1

Stabæk: 1998